# Neptis alorica
Neptis alorica är en fjärilsart som beskrevs av Hans Fruhstorfer 1907. Neptis alorica ingår i släktet Neptis och familjen praktfjärilar. Inga underarter finns listade i Catalogue of Life.